# Miracle Legion
Miracle Legion es una banda estadounidense formada en Connecticut en 1984. Su estilo musical se lo cataloga muchas veces como indie rock.
La formación del grupo era la siguiente: Mark Mulcahy en voz, Ray Neal en guitarra, Jeff Wiederschall en batería y Steven West en bajo.
Su primer EP fue The Backyard (1984), el cual incluyó una canción muy destacada que es la que le da el título al disco. Su primer LP fue Surprise Surprise Surprise (1987) compuesto por 11 temas.
Con la partida de la parte rítmica de la banda en 1988, Mulcahy y Ray Neal cambiaron la dirección de la banda e hicieron un tour a dúo y en 1989 grabaron nuevo CD llamado Me and Mr. Ray. Luego la banda incluyó dos nuevos integrantes: Scott Boutier (batería) y Dave McCaffrey (bajo). Con esta formación en 1992 se grabó Drenched.

## Discografía
- A Simple Thing (1984) EP en Incas Records.
- The Backyard (1984) EP en Rough Trade Records.
- Surprise Surprise Surprise (1987) LP en Rough Trade Records.
- Glad (1987) EP con Pere Ubu en Rough Trade Records.
- Little Drummer Boy (198?) en Rough Trade Records.
- Me and Mr. Ray (1989) LP en Rough Trade Records.
- Drenched (1992) CD en Morgan Creek Records.
- Out To Play (1992) CD EP en Morgan Creek Records.
- We Are All Lost (1992) CD EP en Morgan Creek Records.
- Portrait Of A Damaged Family (1996) CD en Mezzotint Records.
- Basketball Happenings (2008) CD publicado a través del sitio web de Mark Mulcahy.